# Quanto Mais Idiota Melhor 2
Wayne's World 2 (bra/prt: Quanto Mais Idiota Melhor 2) é um filme americano de 1993, uma comédia musical dirigida por Stephen Surjik e estrelada por Mike Myers e Dana Carvey, que voltam a interpretar Wayne e Garth, apresentadores de um programa de televisão a cabo na rede pública direto de Aurora, Illinois. O filme foi é uma adaptação cinematográfica de um esquete do programa Saturday Night Live, da NBC, e é a sequência de Wayne's World.

## Elenco

### Personagens principais
- Mike Myers como Wayne Campbell
- Dana Carvey como Garth Algar
- Tia Carrere como Cassandra Wong
- Christopher Walken como Bobby Cahn
- Kevin Pollak como Jerry Segel
- Ralph Brown como Del Preston
- James Hong como Jeff Wong, pai de Cassandra e especialista em artes marciais
- Kim Basinger como Honey Hornee
- Jim Downey como a voz dublada de Jeff Wong
- Chris Farley como Milton, amigo de Wayne e Garth o Bêbado
- Ed O'Neill como Glen
- Michael A. Nickles como Jim Morrison
- Larry Sellers como O Índio Pelado
- Frank DiLeo como Frankie 'Mr. Big' Sharp
- Lee Tergesen como Terry, Wayne and Garth's bud
- Scott Coffey como o metaleiro

### Participações especiais
- Drew Barrymore como Bjergen Kjergen
- Olivia d'Abo como Betty Jo
- Charlton Heston como o "bom ator", que substitui o frentista (Al Hansen)
- Jay Leno como ele próprio
- Heather Locklear como ela própria
- Ted McGinley como "Mr. Scream"
- Tim Meadows como Sammy Davis, Jr.
- Kevin Pollak como o funcionário público
- Robert Smigel como Bob Odenkirk
- Bobby Slayton como o Cara da Melancia
- Harry Shearer como "Handsome Dan"
- Rip Taylor como ele próprio
- Steven Tyler como ele próprio
- Joe Perry como ele próprio
- Brad Whitford como ele próprio
- Tom Hamilton como ele próprio
- Joey Kramer como ele próprio
- Rich Fulcher como o dublê de Garth quando eles "viajam para Londres"
- WPIG 95.7 como a estação de rádio de Aurora; sua vinheta, frequência e logotipo foram baseadas na estação real de country music sediada em Olean, Nova York.

## Produção
Penelope Spheeris, que dirigiu o primeiro filme, acredita que Myers incentivou o estúdio a não apoiá-la na sequência devido a conflitos de personalidade com Myers durante a realização do primeiro filme. Ela passou a dirigir outra TV para a adaptação para o cinema, The Beverly Hillbillies, e foi substituída por Stephen Surjik na sequência.
O roteiro original de Myers para Wayne's World 2 fez Wayne e Garth formarem seu próprio país e se separarem dos EUA depois de encontrar um pergaminho antigo, em uma história retirada da comédia britânica Passport to Pimlico, de 1949. Esta versão estava em pré-produção antes de vir à tona que o estúdio não fazia ideia de que o roteiro era baseado em um filme anterior e, portanto, não obteve os direitos do Passport to Pimlico. A produção foi imediatamente interrompida - o diretor Surjik disse: "Eu podia ouvir as motosserras literalmente cortando os aparelhos". O executivo do estúdio, Sherry Lansing, ficou furioso com Myers e ameaçou arruinar sua vida e carreira se ele não produzisse imediatamente um novo roteiro.
O personagem Del Preston, interpretado por Ralph Brown, é uma extensão de seu personagem Danny do filme cult Withnail and I. O personagem foi uma adição tardia ao roteiro, e surgiu depois que Dana Carvey assistiu a uma exibição de repertório de Withnail and I em Los Angeles. Devido à discrepância de idade entre os dois personagens, eles chegaram a Del como uma "represália espiritual" de Danny, ao invés de uma representação direta do mesmo personagem.

## Recepção
O filme recebeu críticas variadas, no geral. Wayne's World 2 detém uma classificação de "Fresh", com uma pontuação de 61% no site Rotten Tomatoes com base em 44 críticas, com uma classificação média de 5,83/10 que reúne críticas de diversos meios de comunicação. O consenso crítico do site diz: "Os personagens ainda são carinhosos, mas as piadas no Wayne's World 2 são mais acertadas e perdidas na segunda vez". Roger Ebert deu ao filme 3 de 4 estrelas, descrevendo os personagens de Wayne e Garth como "impossíveis de não se gostar".

## Bilheteria
Embora tenha sido lançado com a intenção de ser um blockbuster da temporada de Natal, Wayne's World 2 obteve apenas um sucesso moderado e não conseguiu a bilheteria esperada nem a reação positiva dos fãs que o primeiro filme teve. Sua receita doméstica final foi de 48 milhões de dólares, pouco mais que seu orçamento de 40 milhões, porém muito distante dos 100 milhões obtidos pelo primeiro filme. Durante seu lançamento, o filme também sofreu pela concorrência com outros lançamentos de peso, como Mrs. Doubtfire, Schindler's List e The Pelican Brief.

## Trilha sonora
Possui duas faixas ao vivo do Aerosmith e uma versão de "Louie, Louie", de Robert Plant.

### Lista de faixas
1. "Louie, Louie" - Robert Plant
2. "Dude (Looks Like a Lady)" - Aerosmith*
3. "Idiot Summer" - Gin Blossoms
4. "Superstar"  - 'Superfan' (um coletivo que inclui Chrissie Hynde os vocais e nos músicos de Urge Overkill)
5. "I Love Rock 'n' Roll" - Joan Jett & the Blackhearts
6. "Spirit in the Sky" - Norman Greenbaum
7. "Out There" - Dinosaur Jr.
8. "Mary's House"  - 4 Non Blondes
9. "Radar Love" - Golden Earring
10. "Can't Get Enough" - Bad Company
11. "Frankenstein" - Edgar Winter
12. "Shut Up and Dance" - Aerosmith*
13. "Y.M.C.A." - Village People ('faixa secreta não creditada em alguns lançamentos')

- Um asterisco (*) indica performances ao vivo do filme